# Thomas Kyd
Thomas Kyd (pokřtěn 6. listopadu 1558, Londýn – pohřben 15. srpna 1594, tamtéž) byl anglický dramatik pozdní renesance (období tzv. alžbětinského divadla), proslulý díky své tragédii The Spanish Tragedy (asi 1590, Španělská tragédie), která založila tradici tzv. tragédie pomsty a je považována za jakýsi předobraz Shakespearova Hamleta.
Ačkoliv patří k nejvýznamnějším dramatikům ze Shakespearových předchůdců, bylo jeho jméno později na dlouhý čas zapomenuto. Teprve roku 1773 jej znovu jako autora Španělské tragédie objevil ve své knize Origin of English Drama (Vznik anglického dramatu) Thomas Hawkins na základě odkazu v díle Thomase Heywooda An Apology for Actors (1612, Obrana herců).

## Život
Thomas Kyd se narodil jako syn notáře. Společně s Edmundem Spenserem studoval na latinské škole soukeníků a krejčovských mistrů Merhant Taylor School, kde se seznámil s díly mnoha antických autorů, zejména s tragédiemi Lucia Annaea Seneky. Neexistují žádné doklady o tom, že později navštěvoval nějakou univerzitu, přesto je však společně s Robertem Greenem, Thomasem Lodgem, Johnem Lylym, Christopherem Marlowem, Thomasem Nashem a Georgem Peelem považován za člena tzv. skupiny univerzitních vzdělanců (University Witts), označovaných tak podle toho že získali vzdělání na Cambridgeské nebo Oxfordské univerzitě.
Po ukončení studií se živil jako písař a pracoval také pro nějakého šlechtice, kterým byl nejspíše lord Strange, patron herecké společnosti. Stýkal se s tehdejšími umělci a v roce 1591 bydlel po nějaký čas společně s Christopherem Marlowem. Při vyšetřování autorství "buřičských a ateistických spisků" byl na základě rozhodnutí Státní rady v květnu roku 1593 zatčen. Traktáty, které byly u něho při domovní prohlídce nalezeny a jejichž autorství nebylo nikdy plně prokázáno, prohlásil při mučení za Marlowovo dílo a byl nakonec propuštěn. Nepodařilo se mu však již nikdy obnovit přízeň šlechtických kruhů a zemřel v bídě. Přesné datum jeho smrti není známo, prosinec je pravděpodobný proto, že jde o měsíc, kdy se jej jeho matka z důvodu případného zdědění velkých dluhů zřekla.

## Dílo
Kolem autorství divadelních her Thomase Kyda existuje celá řada nejasností. Je považován za autora dnes ztracené původní verze Hamleta (tzv. Ur-Hamlet), o které existují zmínky již roku 1589. Podle některých hypotéz je také autorem anonymní hry Arden of Feresham (tiskem 1592, Arden z Fereshamu, česky uvedeno roku 1969 pod názvem Jak mordovali Ardena a roku 2010 jako Sedm nápadů na zavraždění manžela). Jde o tzv. domestic tragedy, tj. domácí tragédii, ve které je líčena snaha Ardenovy manželky zavraždit se svým milencem svého manžela.
Dnes je Thomas Kyd znám především pro svou veršovanou tragédii The Spanish Tragedy, or Hieronimo is Mad Again (asi 1590, tiskem1592, Španělská tragédie aneb Jeronimo už zase třeští), která založila tradici tzv. revenge tragedy, tj. tragédie pomsty, a je považována za jakýsi předobraz Shakespearova Hamleta. Jde o jednu z prvních anglických divadelních her, kterou uváděla jak šlechtická (soukromá) tak i a veřejná (lidová) divadla. Vyznačuje se dokonalou formou a strhujícím dějem. Její hlavní hrdina, maršálek Jeronimo, mstí smrt svého syna Horatia a pro získání důkazů zinscenuje u španělského dvora hru o Solimanovi a Persidě. Po provedení msty pak zabije sám sebe. Dalšími styčnými body s Hamletem je hrdinovo váhání a předstírané šílenství a také vystoupení ducha. Hra byla ve své době nesmírně populární a do roku 1633 byla vydána desetkrát a byla také přeložena do němčiny a holandštiny. Dodatek k názvu pochází až z vydání z roku 1615.
Další hra, jejímž autorem je s největší pravděpodobností Thomas Kyd. je tragédie Soliman and Persida (napsána asi 1590, tiskem anonymně 1599, Soliman a Perseda), rozvíjející zápletku hry předvedené ve Španělské tragédii. Kromě toho je považován společně s Williamem Shakespearem za autora anonymně vydané historické hry Edward III. (tiskem anonymně 1596).
Jedinou hrou, která vyšla pod Kydovým jménem, je veršovaná tragédie Cornelia (1594, Kornélie), znovu tiskem 1595 jako Pompey the Great, his faire Corneliaes Tragedy (Pompeius Veliký, tragédie jeho krásné Kornélie), což je překlad hry francouzského básníka Roberta Garniera (1544–1590).

## Česká vydání
- Španělská tragédie, antologie Alžbětinské divadlo I. - Shakespearovi předchůdci, Odeon, Praha 1978, přeložil Břetislav Hodek.